# Stora Förö
Stora Förö es una pequeña isla en el archipiélago sur de Gotemburgo en el país europeo de Suecia, que pertenece a un sociedad de verano particular. Las casas de verano se construyeron aquí a partir de la década de 1930. El nombre Förö proviene de los tiempos en que la isla estaba cubierta de pinos.